# ساری‌گونی (کلبجر)
ساری‌گونی (ترکی آذربایجانی: Sarıgüney) یک منطقهٔ مسکونی در جمهوری آرتساخ است که در استان شاهومیان واقع شده‌است.